# Pseudophasma bolivari
Pseudophasma bolivari är en insektsart som beskrevs av Giglio-Tos 1910. Pseudophasma bolivari ingår i släktet Pseudophasma och familjen Pseudophasmatidae. Inga underarter finns listade i Catalogue of Life.